# Заречная дорога (Сестрорецк)
Заре́чная доро́га — дорога в городе Сестрорецке Курортного района Санкт-Петербурга. Проходит от санатория «Белые ночи» до Приморского шоссе.
Двухполосная дорога была проложена в советское время для нужд санаториев «Белые ночи» и «Дюны». Основная часть идёт через бывший лес, активно застраиваемый в последнее время, в конце по вантовому мосту пересекает реку Малую Сестру и заканчивается площадкой перед въездами в оба санатория.
Название Заречная дорога было присвоено 23 июня 2006 года. Эта часть Сестрорецка исторически называлась Заречной частью.
Изначально нумерация на Заречной дороге планировалась в западном направлении — от Приморского шоссе до санатория «Белые ночи». Однако ГУИОН стал давать адреса домам, невзирая на эту задумку. В итог 28 декабря 2016 года пришлось изменить юридическое направление нумерации на противоположное.

## Перекрёстки
- Томинская улица
- Редугольская улица
- Приморское шоссе